# Közös címerek
A közös címerek olyan címerek, melyeket több család használ, mert a magyar nemesség adományozásának gyakorlatában gyakran megesett, hogy nemcsak egy, hanem egyidejűleg több rokoncsalád is részesült közös címeradományban. Magyarországon a kollektív nemesség- és címeradományozás volt a gyakoribb és az egyéni volt a ritkább. Az ugyanazon nemzetségből származó ősi családok is közös címert viseltek. Gyakran volt közös címere az egymással nem rokon családoknak is. Az erdélyi fejedelmek sokszor 50–60, sőt 100-nál is több különböző családból származó személyt nemesítettek meg egy armálissal.